# Fußballauswahl der Falklandinseln
Die Fußballauswahl der Falklandinseln ist eine Auswahl der besten Fußballspieler der  Falklandinseln. Sie wird weder von der CONMEBOL noch von der FIFA als offizielles Mitglied anerkannt. Die Gegner der Mannschaft beschränken sich in der Regel auf andere Mannschaften des Vereinigten Königreichs oder Nationalmannschaften anderer autonomer Inseln. In den Jahren 2001, 2005, 2009 und 2011 nahm die Mannschaft am Fußballturnier der Island Games teil.
Die Mannschaft nutzt als Spielstätte das sogenannte Stanley Stadium (⊙Lage) in Stanley, dem Hauptort der Inseln. Dabei handelt es sich um einen Sportplatz neben der Stanley Community School, der auch für andere Sportarten verwendet wird.

## Bisherige Spiele
| Datum         | Ort           | Gegner            | Ergebnis |
| ------------- | ------------- | ----------------- | -------- |
| 29. Juni 2017 | Gotland       | Alderney          | 0:3      |
| 27. Juni 2017 | Gotland       | Hitra             | 1:2      |
| 26. Juni 2017 | Gotland       | Isle of Man       | 2:5      |
| 25. Juni 2017 | Gotland       | Anglesey/Ynys Môn | 0:3      |
| 2. Juli 2015  | Jersey        | Äußere Hebriden   | 1:2      |
| 30. Juni 2015 | Jersey        | Shetlandinseln    | 0:5      |
| 29. Juni 2015 | Jersey        | Isle of Wight     | 0:3      |
| 28. Juni 2015 | Jersey        | Hitra             | 1:2      |
| 18. Juli 2013 | Bermuda       | Frøya             | 6:0      |
| 17. Juli 2013 | Bermuda       | Grönland          | 0:9      |
| 15. Juli 2013 | Bermuda       | Bermuda           | 0:8      |
| 14. Juli 2013 | Bermuda       | Frøya             | 2:1      |
| 30. Juni 2011 | Isle of Wight | Alderney          | 3:0      |
| 28. Juni 2011 | Isle of Wight | Gotland           | 1:6      |
| 27. Juni 2011 | Isle of Wight | Isle of Man       | 0:6      |
| 26. Juni 2011 | Isle of Wight | Guernsey          | 0:5      |
| 2. Juli 2009  | Åland         | Frøya             | 1:3      |
| 30. Juni 2009 | Åland         | Western Isles     | 1:7      |
| 29. Juni 2009 | Åland         | Gotland           | 0:2      |
| 29. Juni 2009 | Åland         | Isle of Man       | 1:2      |
| 15. Juli 2005 | Shetland      | Orkney            | 0:2      |
| 14. Juli 2005 | Shetland      | Åland             | 1:2      |
| 13. Juli 2005 | Shetland      | Isle of Man       | 0:9      |
| 12. Juli 2005 | Shetland      | Saaremaa          | 2:1      |
| 10. Juli 2005 | Shetland      | Shetlandinseln    | 0:4      |
| 13. Juli 2001 | Isle of Man   | Orkney            | 4:1      |
| 12. Juli 2001 | Isle of Man   | Grönland          | 0:4      |
| 9. Juli 2001  | Isle of Man   | Guernsey          | 0:3      |
| 8. Juli 2001  | Isle of Man   | Isle of Man       | 0:9      |